# Morne du Vitet
Morne du Vitet är en kulle i Saint-Barthélemy (Frankrike). Den ligger på den östra delen av ön, 5 km öster om huvudstaden Gustavia. Toppen på Morne du Vitet är 286 meter över havet. Det är den högsta punkten på Saint Barthelemy.